# Roberto Benincasa
Roberto Benincasa (Siena, 5 gennaio 1951) è un ex calciatore italiano, di ruolo difensore.

## Caratteristiche tecniche
Giocava come libero.

## Carriera
Cresciuto nella Reggiana, dove gioca tre stagioni con 22 presenze, passa successivamente al Catania, con la cui maglia disputa 77 partite, e infine al Livorno, dove colleziona 21 presenze.
In totale ha giocato 64 gare in Serie B e 56 in Serie C.

## Palmarès

### Club

#### Competizioni nazionali
- Serie C: 2

Reggiana: 1970-1971
Catania: 1974-1975